# Conwy (folyó)
A Conwy (walesi nyelven Afon Conwy) folyó az Egyesült Királyságban, Észak-Walesben. 
A Migneint mocsárban ered, ahol több kis patak torkollik a Conwy-tóba (Llyn Conwy), majd jellemzően északi irányba halad. Átszeli Betws-y-Coedet, Llanrwstot, Trefriw-t és Conwynál tölcsértorkolattal ömlik az Ír-tengerbe. 
Mellékfolyói a forrástól a torkolatig: Machno, Ledr, Llugwy, Gallt y Gwg, Nant y Goron, Crafnant, Ddu, Porth-llwyd, Dulyn, Roe, Tafolog, Gyffin.
A régészeti feltárások tanúsága szerint a Conwy völgye már a kőkorszakban is településeknek adott helyet. A rómaiak 400 körül elfoglalták a területet, és azóta a völgy folyamatosan lakott. A völgyben található Wales két legrégebbi temploma (Llanrhychwyn és Llangelynin), amelyek a 11. illetve 12. században épültek.
A rózsák háborúja során a völgy nagy részét feldúlták a York-házi IV. Eduárd parancsára azt követően, hogy a Lancasterek 1466-ban megtámadták Denby városát.
A Conwy torkolatánál, a Conwy-öböl mellett található Conwy városa, a Világörökség részét képező várral és két nevezetes hídjával. Thomas Telford egyik legkorábbi függőhídja ma gyaloghíd, míg a Robert Stephenson építette vasúti hídon halad át a Holyheadből Londonba vezető észak-walesi vasútvonal. A közúti forgalom egyharmadik hídon halad, és legújabban az A55-ös út a torkolat alatti alagúton vezet át.
A Conwy folyóban lazac és sebes pisztráng él. Az 1990-es években mesterséges átkelőt építettek a lazacok számára, hogy lehetővé tegyék vándorlásukat a folyón felfelé a Conwy-vízesésig.

## Települések a folyó mentén
Ysbyty Ifan, Betws y Coed, Llanwrst, Dolgarrog, Llandudno Junction, Conwy.

## Képek

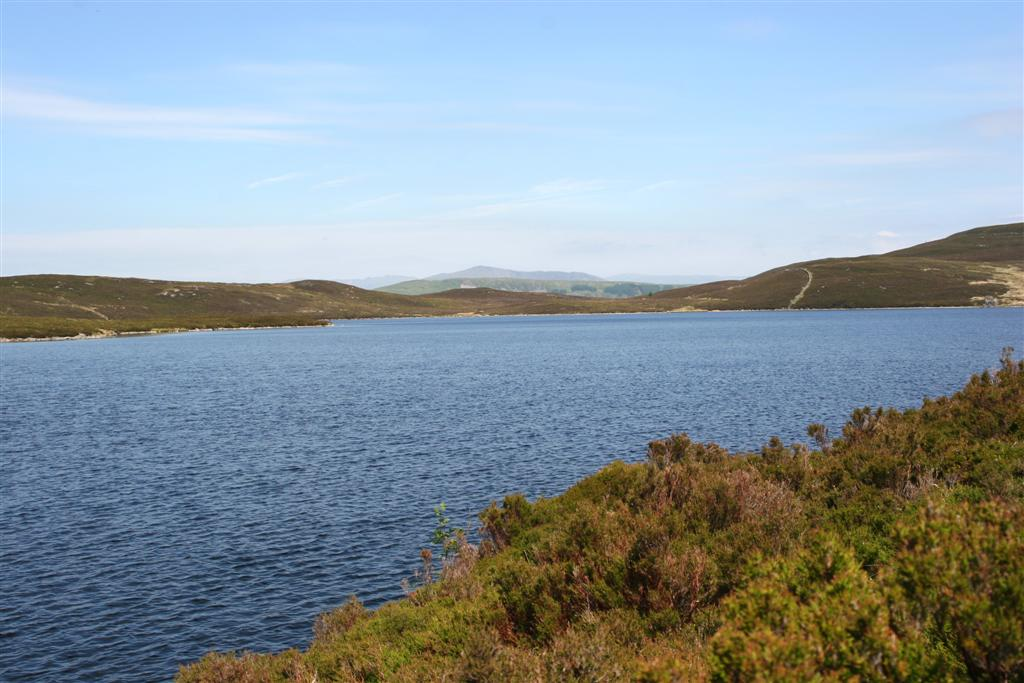
A Conwy-tó (Llyn Conwy)
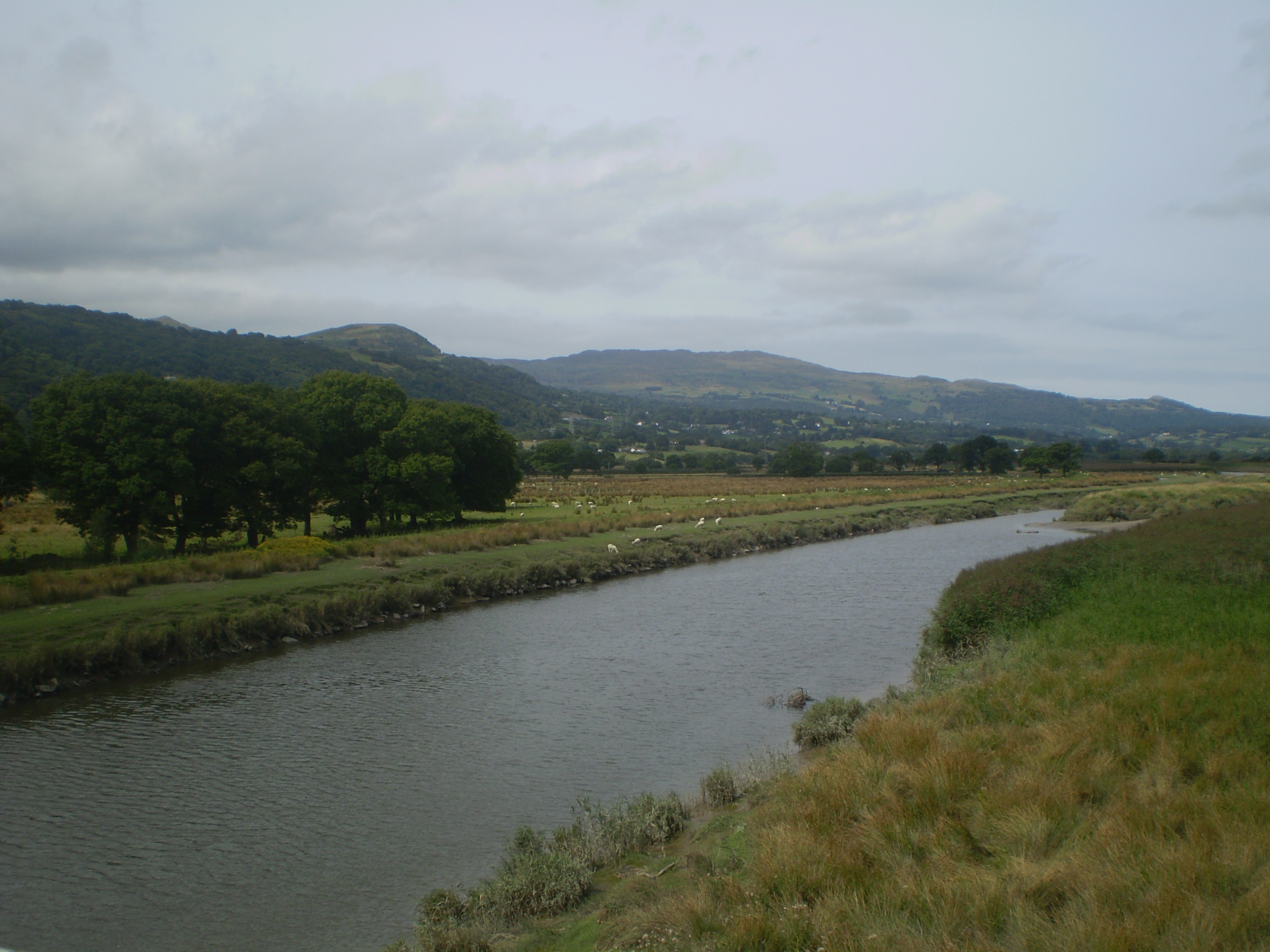
A folyó Dolgarrog közelében
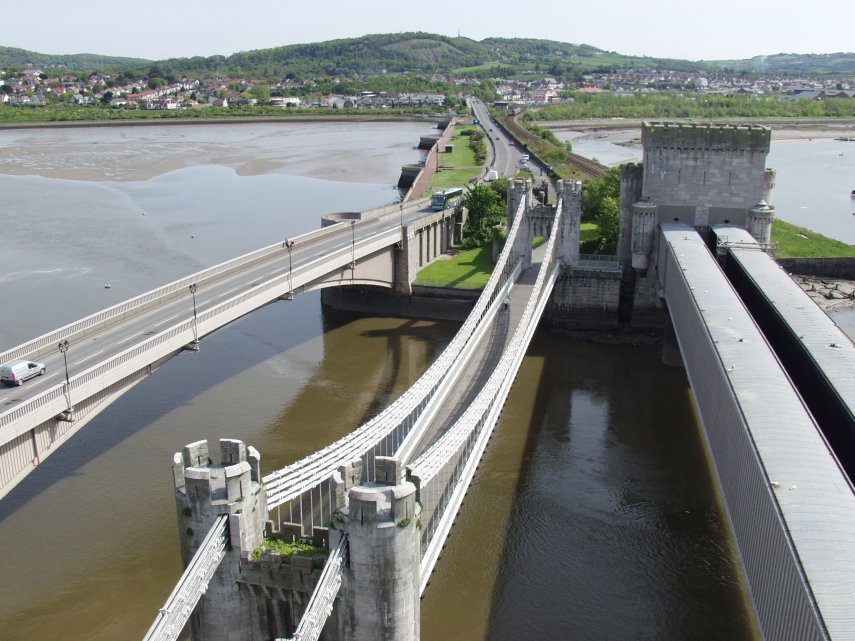
Három híd Conwy városánál a várból fényképezve